# 좋았던 옛날 편향
좋았던 옛날 편향은 대표적으로 워터루 대학의 리처드 아이바크 교수가 2009년 미국심리학회에 발표한 연구에서 '좋았던 예전 시절에 대한 이데올로기(Ideology of the good old days)'라는 개념으로 소개되었으며, 이는 실제로 사회가 개선되었음에도 불구하고 사람들이 과거가 더 좋았다고 믿는 심리를 지칭한다. 인간은 태초부터 유교의 예기 예운편에서 있었다고 알려진 옛날이나 고대 그리스의 황금시대처럼 과거를 미화했다. 공식 심리학 용어로 널리 인정된 개념은 아니지만, 심리학과 행동경제학 분야에서 실제로 논의되는 현상이다. 이 용어는 사람들이 과거를 현재보다 더 긍정적으로 기억하거나, 예전이 더 좋았다고 느끼는 경향을 설명할 때 사용된다. 실제론 과거에도 현대인 천재론 같은 이상한 생각을 하는 사람들이 많았으며, 문명 발달 전의 귀족이나 자본가 혹은 사람들은 다른 사람들을 자신들과 같은 인간이 아닌 저능한 인간 정도로 생각하기도 해서 노동자의 입장에선 노동을 열심히 하는 게 손해인 방식 등을 강요하기도 했다.

## 설명
이 현상은 공식적인 심리학 용어 목록(예: 인지 편향 목록)에는 포함되지 않지만, '확증 편향'이나 '인지 편향'과 같은 널리 연구된 심리학적 개념과 맥락을 같이한다. 즉, 사람들은 자신의 신념이나 기대에 맞게 과거를 재해석하고, 긍정적인 기억만을 강조하는 경향이 있다. 또한, '므두셀라 증후군'처럼 과거의 부정적인 기억은 지우고 자신의 가치관에 유리하거나 긍정적인 기억만을 증폭시키는 유사 개념도 존재한다. 높은 IQ는 이런 인지적 편향에 딱히 아무 관계도 없다고 알려졌으나 IQ가 높을수록 거짓 기억을 잘 구별한다는 연구와 지능이 낮을수록 거짓 기억에 취약하다는 연구, 뇌가 손상되면 이런 경향이 있다는 연구가 있다.

## 같이 보기
- 언더도그마
- 정치적 올바름
- 심리요법
- 우월감